# Ахмаду Ахиџо
Ахмаду Бабатура Ахиџо (Ahmadou Babatoura Ahidjo; 24. август 1924 — 30. новембар 1989) био је политичар и први председник Камеруна од 1960. до 1982. године.

## Биографија
Рођен је 1924. године у селу Гаруа у народу Фулани. Предшколско школовање похађао је у Куранској школи, а средњу школу у граду Јаундеу од 1938. до 1941. године. Од 1946. постао је активан у политици, а од јануара до маја 1957. је служио као председник Уставотворне скупштине Камеруна.
По стицању независности Камеруна 1960. године од француске колонијалне власти, Ахиџо је био изабран за првог председника. Био је кандидат и поновно изабиран на изборима 1965, 1970, 1975. и 1980. године, постепено јачајући утицај своје странке. То је довело до тога да је 1976. године свим осталим странкама забрањено легално деловање. Такође је укинуо аутономију бившег британског дела Камеруна и формирао Камерун као унитарну државу. Упркос диктаторском понашању, Камерун је током његове владавине био релативно просперитетан.
Повукао се с власти због здравствених разлога 4. новембра 1982. године, а два дана касније на месту председника наследио га је дотадашњи председник владе, Пол Бија. Ахоџо је остао у земљи и планирао да се врати на власт, ако му се здравље побољша. Међутим, током 1983. године су се погоршали његови односи с Бијом, па је отишао у егзил у Француску. У Камеруну је 1984. године био осуђен на смрт у одсуству.
Умро је у Дакру (Сенегал) 1989. године, где је био и сахрањен. У својој држави је рехабилитован децембра 1991. године, а у току је и процес враћања његових остатака у Камерун.